# Haroen ar-Rashid
Haroen ar-Rashid, Haroun ar-Rashid of Harun ar-Rasjid (Ray, ca. 766  - Toes, 24 maart 809) was kalief uit de dynastie van de Abbasiden. Onder zijn bewind bloeiden kunst en wetenschap. Ar-Rashid betekent 'de rechtvaardige' of 'de welgeleide'. Haroen is de Arabische versie van de voornaam Aäron.
Hij stichtte onder andere de door Sjiieten als heilig beschouwde stad Najaf in 791. Bagdad kreeg een bibliotheek, een universiteit en een vertalingscentrum. Hij nam van zowel de Perzen als van de Byzantijnen verschillende bestuurstechnieken over en liet irrigatiewerken aanleggen om de grondopbrengst te vergroten.

## Familie
Haroen ar-Rashid was de zoon van Muhammad bin Abdullah al-Mahdi (zoon van Jaffar al-Mansour, de stichter van Bagdad). Zijn moeder was Khaizuran van Jemenitische afkomst, een 'geschenk' van Mansour dat hij kocht in Mekka en aan zijn zoon Mahdi gaf met de opdracht aan haar om kinderen te krijgen. Khaizuran vergiftigde na Mahdi's overlijden (mogelijk werd hij door zijn favoriete concubine Hasanah vergiftigd) Haroens oudere broer Al-Hadi, nadat deze eerder zelf geprobeerd had zijn moeder en broer te vergiftigen.
Haroen ar-Rashid huwde zijn nicht Zubaidah. Hun grootvader Mansour had haar die naam ('klein boterklontje') als bijnaam gegeven. Ook zij werd in de sprookjes van Duizend-en-een-nacht vereeuwigd. Zij was de dochter van Khaizurans oudere zus Salsal, die Jaffar, Mahdi's halfbroer, verleidde. Moslims wordt vier wettige vrouwen toegestaan en al gauw na zijn troonsbestijging waren Azizah, dochter van Khaizurans broer Ghitrif, Ghadir, Hadi's vroegere concubine en Zubaidah zijn drie echtgenotes. Na de dood van Azizah en Ghadir trouwde Haroen ar-Rashid met Umm Mohammed, Abbasah en een meisje uit de familie van Othman, maar Zubaidah bleef zijn favoriete echtgenote.
Abassah en Ulaiyah waren zusters van hem.
Haroen ar-Rashid had veertien zonen, maar al gauw werd besloten dat alleen de twee oudste in aanmerking zouden komen voor de troonsopvolging: Abdallah (Al-Ma'moen) en Mohammed (Al-Amin). Abdallah, geboren in de nacht van 13 op 14 september 786, was de zoon van de Perzische slavin Marajil en de tweede werd zeven maanden later geboren in april 787 als zoon van Zubaidah. Zubaidahs zoon Amin was eerste in de lijn van troonopvolgers, al werd hij door Haroen ar-Rashid minder geschikt en deugdzaam geacht dan zijn oudere halfbroer.
De Sogdische slavin Maridah schonk hem vijf kinderen, waaronder Mamuns opvolger Al-Mutasim.

## Leven

### Jeugd en opleiding
Haroen ar-Rashid werd in februari 766 in Ray in Khorasan geboren, maar op zijn derde of vierde verhuisde hij met zijn vader Mahdi mee naar Bagdad, waar hij van zijn vijfde of zesde jaar tot zijn vijftiende onderwijs kreeg. Respect voor geestelijke zaken werd de prinsen van de Abassieden dynastie vanaf hun vroegste jeugd bijgebracht. Studie van de Koran, filosofie en wetgeving werd hoog gewaardeerd. De beschaving van de Abassieden had een hoog intellectueel niveau en bewaarde voor het Westen de erfenis van de Oudheid. Kitai, een vermaarde intellectueel, was Haroens 'gouverneur', die leiding had over zijn leraren. Haroens mentor was Yahya de Barmakied, die hij 'vader' noemde. Yahya was de zoon van Khalid ibn Barmak, onder wiens leiding de Barmakiden deelnamen aan de revolutie van de Abassieden om de dynastie van de Umayyaden omver te werpen. De naam Barmakied kwam van het Sanskriet Pramukha (leider, hoofdadministrateur). De Barmakieden hadden waarschijnlijk als hogepriesters van de boeddhistische tempel in Nawbahar (Nava Vihara, nieuw klooster) in Balkh een belangrijke positie gehad in Bactria, maar hadden zich tijdens de laatste jaren van de regering van de Umayyaden tot de Islam bekeerd.

### Troonsbestijging
Toen Haroen ar-Rashid in september 786 kalief werd, benoemde hij Yahya tot vizier. Ook diens twee zonen Fadl en Jaffar deelden de functie van hun vader als vizier. Yahya had nog twee zonen: Musa en Mohammed. Musa werd gouverneur van Syrië en Mohammed droeg net als zijn broer de titel emir. Yahya's broer Mohammed ibn Khalid was negen jaar op een rij 'kamerheer' van de kalief. De moeder van de jonge kalief Khaizuran stierf in 789 op vijftigjarige leeftijd. Haroen ar-Rashid woonde in zijn paleis al-Khuld, dat zijn vader Mahdi op de oever van de Tigris had gebouwd. Het was de privé-woning van de 'Bevelhebber van de Gelovigen' en het centrum van het officiële leven van het rijk.

### Harem
Zijn vrouwen en kinderen leefden in de harem. Hij had er tweehonderd vrouwen, waarvan er twintig hem kinderen schonken. De vrouwen in zijn harem waren van Arabische, Circassische, Turkse en Griekse afkomst. Zo waren er Dhat al-Khal (schoonheidsvlekje), Sihr (charme), Diya (pracht), Hailana (waarschijnlijk Helena, een Griekse) en de Arabische Inan.

### Ondergang van de Barmakiden
Om verschillende redenen verloren de Barmakiden aan Haroen ar-Rashids hof het vertrouwen van de kalief. Jaffar de Barmakied was de boezemvriend van de kalief geweest. Jaffar was ontwikkeld, een getalenteerd kalligraaf, jurist, auteur en spreker. Hij werd de gouverneur van Egypte en werd naar Syrië gestuurd om er de vrede te bewaren. Zijn belangrijkste functie was aan het hof, waar hij vaak met zijn vader Yahya en broer Fadl rechtsprak. Hij was enige jaren de drager van het 'grote staatszegel', droeg bevel over de wacht van de kalief, was hoofd van de geheime inlichtingendienst (barid) en zo meer. Uiteindelijk werd Jaffar belast met de opvoeding van Mamun. Waarschijnlijk speelde zijn populariteit bij de bevolking van Bagdad mee bij zijn ondergang. Jaffars broer Fadl had zelfs meer ervaring, kennis van handel en was daarbij minder hedonistisch, hij dronk minder wijn. Hij nam een tijd de plaats in van zijn vader Jahya als hoofd van de regering en hield het staatszegel vóór Haroen ar-Rashid dat aan Jaffar gaf. Hij nam de taken van gouverneur waar en was bevelhebber bij militaire expedities. Hij was gouverneur van Khorasan, waar hij vrede bewerkstelligde en populair was.
Hun grote tegenstander werd Fadl ibn al-Rabi. Zijn vader Rabi al-Yunus was van eenvoudige afkomst, maar was opgeklommen tot de hoge post van kamerheer en vizier aan Mansours hof. Fadl ibn al-Rabi zou Haroen ar-Rashids rechterhand worden. Hij kreeg het staatszegel en werd in 795 tot kamerheer benoemd en in 803 na de ondergang van de Barmakiden tot vizier. Hij werd door Zubaidah, de favoriete vrouw van Haroen ar-Rashid, erg gewaardeerd.
Haroen ar-Rashid probeerde de concurrentiestrijd tussen zijn twee oudste zonen in Mekka op te lossen en reisde januari 802 terug naar Raqqa, waar hij zich de laatste 13 jaar van zijn regering heeft gevestigd. Er werd in al-Umr bij Anbar enige dagen halt gehouden en op de vierde dag riep de kalief Yahya en diens zonen Fadl, Jaffar en Musa bij zich en gaf hen eremantels om de geruchten uit de wereld te helpen dat ze uit de gratie waren geraakt. Een paar uur later volgde de tragedie. Haroen zei tegen Jaffar zich te vermaken, net als hij in zijn harem zou doen en Haroen begon er te drinken. Hij stuurde iemand naar Jaffar om te kijken of die zich ook vermaakte, maar Jaffar ging onder melancholie gebukt. Jaffar werd bevolen een banket aan te richten en te drinken. Vol vrees gaf Jaffar orders om een banket aan te richten. Rond middernacht verliet Haroen de tent van zijn vrouwen en riep Mesrur de eunuch bij zich en beval hem Jaffar naar zijn tent mee te vragen en daar zijn hoofd af te hakken. Even later bracht Mesrur hem Jaffars hoofd. Daarna werden Yahya, diens drie zonen en broer Mohammed gearresteerd en werd hen al hun bezit afgenomen. Jaffars hoofd werd op de Middelste Brug van Bagdad tentoongesteld en zijn lichaam in delen gehakt op de Hoge Brug en Lage Brug. Leden van de Barmakiden familie werden gearresteerd. Yahya stierf op zeventigjarige leeftijd in 805 in de gevangenis van Raqqa en Fadl na te zijn gemarteld in 808, net als zijn broer Jaffar op vijfenveertigjarige leeftijd. Musa en zijn broer Mohammed werden na Amins troonsbestijging vrijgelaten uit de gevangenis. Dichters gaven het algemene verdriet weer door te betreuren dat deze wijze en gulle mannen ten onder waren gegaan.
De tijd van de Barmakiden gold al gauw als het 'gouden tijdperk van de Abbasiden' en werd verward met de regering van Haroen ar-Rashid.
Er is veel over gespeculeerd wat de ondergang van de Barmakiden teweeg heeft gebracht. De familie had drie generaties lang competent en toegewijd de Abbasiden gediend. De kalief heeft zelf nooit de redenen bekendgemaakt. Tegen zijn jongere zus Ulaiyah zei hij: "Als ik zou denken dat mijn shirt het wist, zou ik m'n shirt verscheuren" en een andere keer "Als ik zou weten dat m'n rechterhand de reden wist zou ik 'm afhakken." Waarschijnlijk werd het besluit tot hun ondergang na een periode van jaren genomen, onder invloed van mensen die negatief tegenover de Baramakiden stonden. Misschien had het verhaal dat Abbasah, de zuster van Haroen ar-Rashid, zwanger was geworden van Jaffar en volgens een andere versie hem twee zonen zou hebben gebaard, ermee te maken. Het zou Jaffar kwalijk zijn genomen dat hij tolerant stond tegenover de Aliden, de afstammelingen van Ali ibn Aboe Talib, ketters en andere vijanden van de orthodoxe Islam. Ook zijn broer Fadl leek het verstandiger de Aliden met rust te laten, omdat ze niet een werkelijke bedreiging vormden. Fadl was het eerst van zijn functies ontheven en bleef slechts mentor van Amin. Jaffars rijkdom en extreem luxe levensstijl irriteerde de kalief. De belangrijkste oorzaak lag in Fadl ibn al-Rabi's haat jegens Jaffar, die voor zijn ambitie een hinderpaal vormde. Fadl zorgde er voor dat de kalief Jaffar begon te wantrouwen en zelfs haten. Zubaidah had Jaffar ook nooit gemogen. Als mentor van de getalenteerde Mamun bedreigde hij de kansen op de troon van haar minder ontwikkelde zoon Amin. Yahya, zijn vroegere mentor, moet ten slotte een ondraaglijke last zijn geworden voor de kalief.

### Duizend-en-een-nacht
Ook ontstonden in de tijd van Haroen ar-Rashid de sprookjes van duizend-en-een-nacht, waarin hij veelal optreedt. Hierin wordt hij als een wijze heerser afgebeeld die vaak incognito zijn rijk verkende.

### Byzantium
Haroen ar-Rashid zag het als zijn levenstaak Constantinopel te veroveren. Dat is de enige verklaring voor het ontwikkelen van zo'n zware verdedigingslinie aan de voet van de Taurus, want Byzantium vormde geen bedreiging voor Haroens rijk, niet tijdens Irene's regering, noch tijdens de heerschappij van haar opvolger Nikephoros I.
Hij ondernam verscheidene veldtochten tegen het naburige Byzantijnse Rijk, zijn eerste expeditie was op vijftienjarige leeftijd, maar wist het uiteindelijk niet te veroveren. Wel dwong hij af dat de Byzantijnen jaarlijks een aanzienlijk geldbedrag aan hem betaalden om de vrede met hem te bewaren.

## Wetenschap en filosofie
In Haroen ar-Rashids tijd en de twee eeuwen die er op volgden bloeiden de wetenschap en filosofie zodanig op dat wel van 'het gouden tijdperk van de Arabische wetenschap' wordt gesproken. Kennis kwam niet alleen van de Academie van Gondesjapoer, maar ook van Antiochië en van Harran in Syrië, een centrum van gnosticisme en waar ook een Babylonische vorm van heidendom, gebaseerd op de studie van de hemel, was blijven bestaan. Ook was er invloed van Noord-India, Bactria en van Neoplatonisme en een sterk gehelleniseerde vorm van christendom.
Het kalifaat van Haroen ar-Rashid viel grotendeels samen met het patriarchaat van katholikos Timoteüs van de Nestoriaanse Kerk. Timoteüs volgde het hof naar de nieuwe hoofdstad Bagdad, toen de stad Seleucië ernstig in verval raakte. Timoteüs vertaalde Aristoteles' Topica van het Oudsyrisch naar het Arabisch. Hij was de belangrijkste geestelijke leider, gezien zijn aanzien en de geografische reikwijdte van zijn gezag, veel invloedrijker dan de westerse paus in Rome en vergelijkbaar met de oosters-orthodoxe patriarch in Constantinopel.
Wijzen van Gondesjapoer, Bagdad en Basra moesten besluiten of er een tegenstelling bestond tussen de Griekse filosofie, die geestdriftig vertaald, bestudeerd en becommentarieerd was en het wereldbeeld, de moraal en politiek, die de Koran de gelovige oplegde. Al-Kindi, de eerste moslim filosoof, die de titel 'Filosoof van de Arabieren' kreeg, zag geen fundamentele onenigheid tussen de leringen van de Profeet en het Griekse gedachtegoed. Al-Farabi en Avicenna waren het met hem eens.
De Nestoriaanse school van Nisibe en de Academie van Gondesjapoer speelden een belangrijke rol in de geboorte van deze nieuwe Arab-Islamitische cultuur, die officieel werd goedgekeurd. Haroen ar-Rashid moedigde vertalers en wetenschappers aan, gesteund door de hoogopgeleide Jaffar de Barmakied. Diens vader, Yahya, trok geleerden en filosofen uit India aan en beschermde ieder die een bijdrage kon leveren aan de ontwikkeling van kennis. Haroen stuurde een delegatie naar Byzantium om Griekse teksten te verzamelen om in het Arabisch en Syrisch te vertalen.
De Arabieren beschouwden astronomie als de edelste wetenschap. Onder de Barmakiden en andere mannen uit Khorasan ontstonden de eerste vertalingen van teksten over astronomie en wiskunde in het Arabisch. Onder Haroen of misschien zelfs eerder werd aan de vertaling van het 5e-eeuwse Indiase, astronomische werk Siddharta begonnen, waarop, waarschijnlijk op initiatief van Haroen, Euclides' Elementen en Ptolemaeus' Almagest volgden. Haroen zou zijn verteld dat zijn astronomen niet voldoende van geometrie wisten om de Indiase teksten te kunnen begrijpen. In deze periode begonnen de Arabieren tabellen samen te stellen om de bewegingen van de planeten vast te leggen.

### Neergang
Onder Ar-Rashids bewind begon echter tevens de interne eenheid van het Arabische rijk af te brokkelen. In Afrika werden het huidige Algerije en Tunesië praktisch onafhankelijk en ook in de Perzische provincies rommelde het, maar hier wist hij de opstanden nog te bedwingen. Onder zijn opvolgers viel het rijk definitief uiteen in elkaar bestrijdende onafhankelijke islamitische rijken.

### Afvaardiging
De kalief onderhield wijdverspreide betrekkingen met de bekende wereld van zijn tijd. Al vroeg in zijn bewind werden er ambassadeurs uitgewisseld met China. Dit bevorderde flink de onderlinge handel via onder andere de zijderoute. Ook met India en de Zuid-Aziatische rijken, waaronder Siam en Java, knoopte hij betrekkingen aan.
Bekend is het verhaal dat Haroen ar-Rashid en Karel de Grote ambassadeurs uitwisselden en dat Karel bij gelegenheid hiervan de beroemde talisman van Karel de Grote en de Indische olifant Abul-Abbas cadeau kreeg. 'Het geschenk van de olifant' beschouwen de meeste historici tegenwoordig als een populair fabeltje. De Europese kennis van de Oriënt was zwak. Karels ambassadeur omschreef hen vaag als 'Perzen'.
De franko-abbasidische samenwerking was al rond 765 begonnen met de uitwisseling van diplomatieke missies tussen de heersers Pepijn de Korte en Mansour. In dat jaar stuurde de Carolingische koning ambassadeurs naar Bagdad, die terugkwamen met ambassadeurs van de kalief. Mansours ambassadeurs, die met weelderige geschenken kwamen, werden in Metz ontvangen en keerden met nieuwe cadeaus terug. De missie van 765 zorgde voor een samenwerking tussen de Frankische koning, de paus en de Abbasidische kalief tegen de Umayyaden in Spanje en Constantinopel. Toen Karel de Grote op de Frankische troon kwam, de slag bij Roncevaux had verloren en het koninkrijk Aquitanië als bufferstaat had ingericht tegen het islamitische Spanje met zijn zoon Lodewijk de Vrome als koning, besloot hij een afvaardiging naar Bagdad te sturen. Dat gebeurde drie jaar voor zijn kroning tot keizer op 25 december 800. Juist waren er Bedoeïenen Jeruzalem binnengevallen en hadden er 18 monniken gedood. Karel gaf zijn afgevaardigden de opdracht ook hierover met Haroen ar-Rashid te spreken. Eind 797 gingen Lantfried, Sigismond en de Israëliet Isaak op weg, waarschijnlijk over zee naar Beiroet of Antiochië en dan over land naar Aleppo en langs de Eufraat naar Raqqa en Bagdad. Alleen Isaac kwam drie jaar later terug, Lantfried en Sigismond waren waarschijnlijk op de terugreis omgekomen. Isaac bracht dus de olifant Abulabbas mee terug, ze landden in oktober 801 in Porto Venere in Ligurië, overwinterden in Vercelli in Noord-Italië en kwamen 20 juli 802 in Aix-la-Chapelle (Aken) aan. Abullabas stierf in 810.
Rond dezelfde tijd kwamen twee moslim hoogwaardigheidsbekleders in Vercelli aan, een van Haroen ar-Rashid en een van Ibrahim ibn Aghlab de emir van Kairouan. Ze werden door Karel de Grote ontvangen en ze schonken hem de apen, parfums, balsem en allerlei soorten medicijnen, die ze hadden meegebracht. De afvaardiging was een positief antwoord op Karels missie van 797. Er is geen geschrift overgeleverd dat verheldert waarover is onderhandeld. De afgevaardigden bleven een paar maanden aan Karels hof en vertrokken voor het einde van 802. Korte tijd, een paar weken of maanden later stuurde Karel opnieuw een ambassadeur naar Haroen ar-Rashid, ditmaal Radbert. Na zijn terugkomst in Italië was hij voor zijn overlijden niet in staat goed verslag te doen van zijn wedervaren. Tegelijkertijd waren er twee afvaardigingen aangekomen: Abdallah van Haroen en Felix en Georg van Thomas (807-820), de nieuwe patriarch van Jeruzalem en opvolger van Georgius (797-807). De laatsten kwamen om geld vragen, terwijl Abdallah bijzondere geschenken bracht van Haroen: een veelkleurige linnen tent, stoffen, parfums, oliën, balsem, een grote vergulde, bronzen kandelaar en een verbazingwekkende, vergulde, bronzen klok. Waarschijnlijk stond Haroen toe dat Karel de Grote het graf van Jezus in bezit kreeg. Minder dan twee jaar na Abdallahs bezoek, stierf Haroen ar-Rashid in Khorasan. Zijn opvolgers Amin en Mamun waren niet in buitenlandse zaken geïnteresseerd. Karel de Grote stierf in 814.
Haroen ar-Rashid en Karel de Grote waren op geen enkel vlak elkaars directe concurrenten, hoefden elkaar daarom niet te vrezen en deelden hun vijandigheid jegens Cordoba en hun wantrouwen tegenover Byzantium.

## Overlijden en machtswisseling
Haroen ar-Rashid onderbrak een expeditie in Byzantium om naar Khorasan te reizen in verband met een opstand die er was uitgebroken. Rafi ibn Layt, kleinzoon van de laatste Omayyade gouverneur, was de leider van het verzet tegen het beleid van de gouverneur van Khorasan Ali ibn Isa. Nu hij het moest doen zonder de steun en diplomatieke ervaring van de Barmakieden, zag de kalief zich genoodzaakt zelf de problemen ter plaatse op te lossen. Eerder had hij in dergelijke situaties Fadl de Barmakied naar het gebied gestuurd, die er de orde altijd wist te herstellen. Haroen ar-Rashid was er nu van overtuigd dat zijn gouverneur incompetent was en liet hem door generaal Harthama arresteren. Maar dit brak het verzet in Khorasan nog niet. Daarom wilde Haroen zelf naar de hoofdstad Merv reizen. Hij leed aan maagpijn en was erg ziek. Toch maakte hij de reis te paard, vergezeld van zijn zoon Mamun, zwaarddrager Masrur, dokter Jibril en kamerheer Fadl ibn al-Rabi. Via Ray en Gorgan, kwam hij aan in Tus, waar hij niet verder kon. De opgepakte broer van de opstandelingenleider werd voor hem gebracht en op vreselijke wijze voor zijn ogen geëxecuteerd. Op 24 maart 809 citeerde hij de volgende woorden uit de Koran: 'Mijn rijkdom heeft me geen voordeel gebracht! Mijn kracht heb ik verloren.' hij stierf dezelfde dag. Hij werd in Tus begraven, in de tuin van Sanabad. Later werd de plek Meched genoemd, 'Tombe van de Martelaar', naar de achtste Shiïtische imam Ali ar-Rida, die in 818 in Tus stierf en er  in de buurt van Haroen ar-Rashid werd begraven. Er is nu een mausoleum voor de imam, maar niets herinnert aan de rustplaats van kalief Haroen ar-Rashid.
Amin werd de nieuwe kalief en Mamun heerste over Khorasan in het oosten, zoals hun vader voor zijn overlijden had geregeld. Amin zorgde er voor dat hij niet door Mamun zou worden opgevolgd en wilde zelf belasting heffen in Khorasan. Amin wilde Mamun niet diens vrouw en kinderen sturen en hem de honderd miljoen dinars sturen, die hem door hun vader was toegezegd. Amin droeg macht over aan zijn vizier Fadl ibn al-Rabi en keerde terug naar zijn leven van plezier. Het conflict tussen de broers leidde na twee jaar tot een burgeroorlog. Uiteindelijk werd Bagdad door Mamuns generaals belegerd. Amin had de stad willen ontvluchten en werd gedood. Mamun benoemde als zijn opvolger Ali ibn Musa, beter bekend als Ali ar-Rida, de achtste imam van de Twaalver Shiieten. De zwarte kleur van de Abassieden werd afgeschaft en de groene kleur van de Alieden kwam er voor in de plaats. Maar er was verzet tegen deze gang van zaken. Ali ar-Rida overleed op weg naar Bagdad door 'het eten van druiven' en Mamun trok vervolgens, meer dan tien jaar na Haroens overlijden, Bagdad binnen.

## Opinies over zijn leven
In Europa en de Arabische wereld wordt Haroen ar-Rashid mede dankzij de sprookjes van duizend-en-een-nacht beschouwd als een ideaal soort model-heerser gekenmerkt door grote wijsheid en rechtvaardigheid. In Iran wordt hij echter beschouwd als een wreed heerser die met grote bruutheid de opstandige Perzen in het gareel hield.